# Rochdi Achenteh
Rochdi Achenteh, né le 7 mars 1988 à Eindhoven (Pays-Bas), est un footballeur international marocain qui évolue au poste de milieu de terrain au KFC Wezel Sport.
Il possède également la nationalité néerlandaise.

## Biographie
Rochdi Achenteh commence sa carrière au FC Eindhoven, équipe de deuxième division néerlandaise. En 2011, il est transféré au PEC Zwolle, toujours en deuxième division. Avec ce club, il remporte le championnat en 2012, ce qui lui permet de découvrir la première division lors de la saison 2012-2013. En janvier 2014, il signe en faveur du Vitesse Arnhem.
Il reçoit sa première sélection en équipe du Maroc lors de l'année 2014 en faisant son entrée à la 80ème minute dans un match face au Bénin.

## Sélections en équipe nationale
| Matches internationaux de Rochdi Achenteh | Matches internationaux de Rochdi Achenteh | Matches internationaux de Rochdi Achenteh | Matches internationaux de Rochdi Achenteh | Matches internationaux de Rochdi Achenteh | Matches internationaux de Rochdi Achenteh | Matches internationaux de Rochdi Achenteh | Matches internationaux de Rochdi Achenteh |
| 0                                         | Date                                      | Lieu                                      | Adversaire                                | Score                                     | Résultats                                 | Compétitions                              |                                           |
| ----------------------------------------- | ----------------------------------------- | ----------------------------------------- | ----------------------------------------- | ----------------------------------------- | ----------------------------------------- | ----------------------------------------- | ----------------------------------------- |
| 1                                         | 13 novembre 2014                          | Stade Adrar, Agadir, Maroc                | Bénin                                     | —                                         | 6-1                                       | Match amical                              |                                           |
| 2                                         | 16 novembre 2014                          | Stade Adrar, Agadir, Maroc                | Zimbabwe                                  | —                                         | 2-1                                       | Match amical                              |                                           |
| 3                                         | 12 octobre 2015                           | Stade Adrar, Agadir, Maroc                | Guinée                                    | -----                                     | 1-1                                       | Match amical                              |                                           |

## Palmarès
- PEC Zwolle
  - Vainqueur de la Eerste Divisie (D2) en 2012